# Нечуйвітер
Нечуйвітер (Hieracium)  — рід багаторічних трав'янистих рослин родини складноцвітих або айстрових (Asteraceae).

## Загальна біоморфологічна характеристика

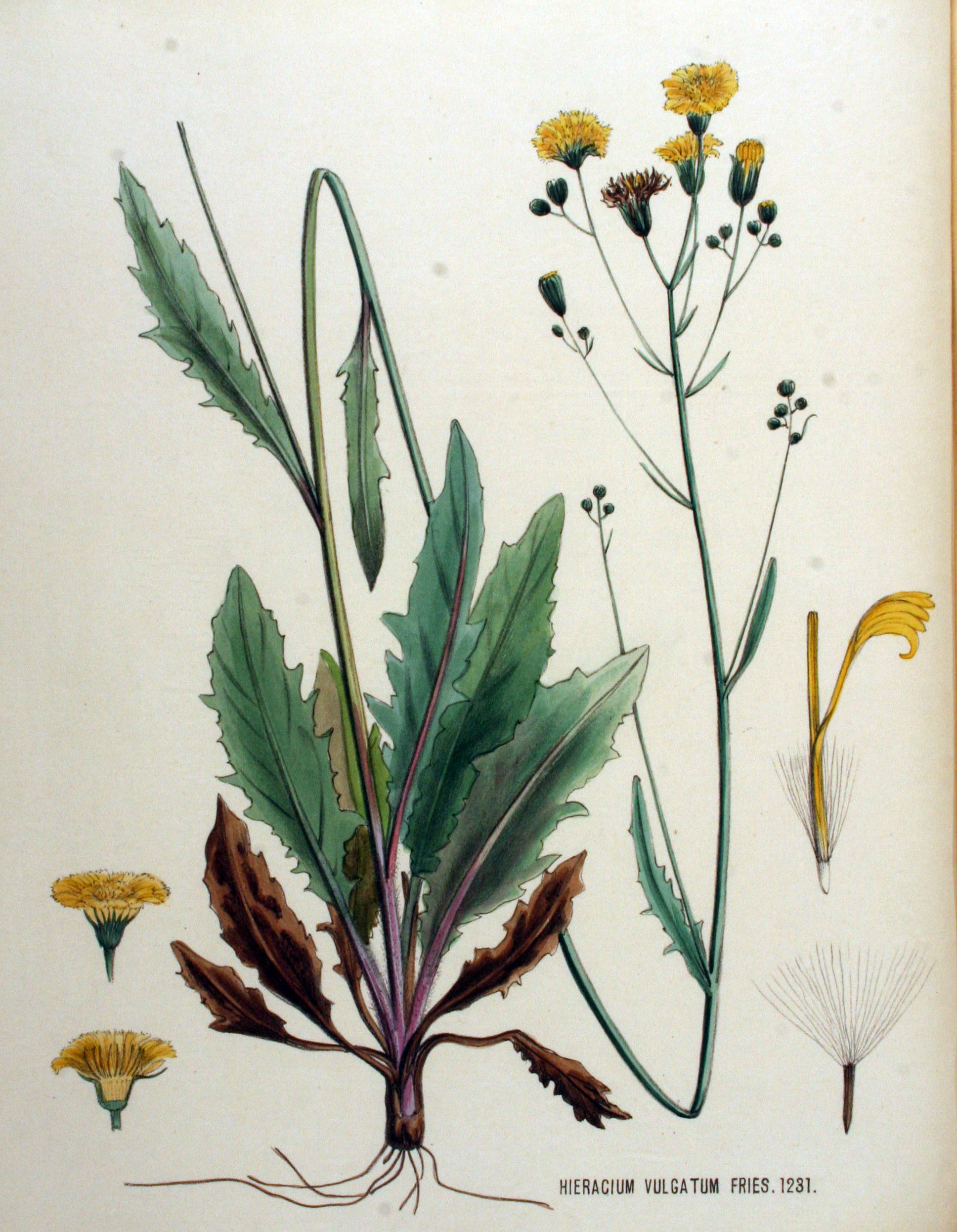
Hieracium vulgatum (нечуйвітер звичайний) у виданні Flora Batava of Afbeelding en Beschrijving van Nederlandsche Gevassen, XVI. Deel. (1881)

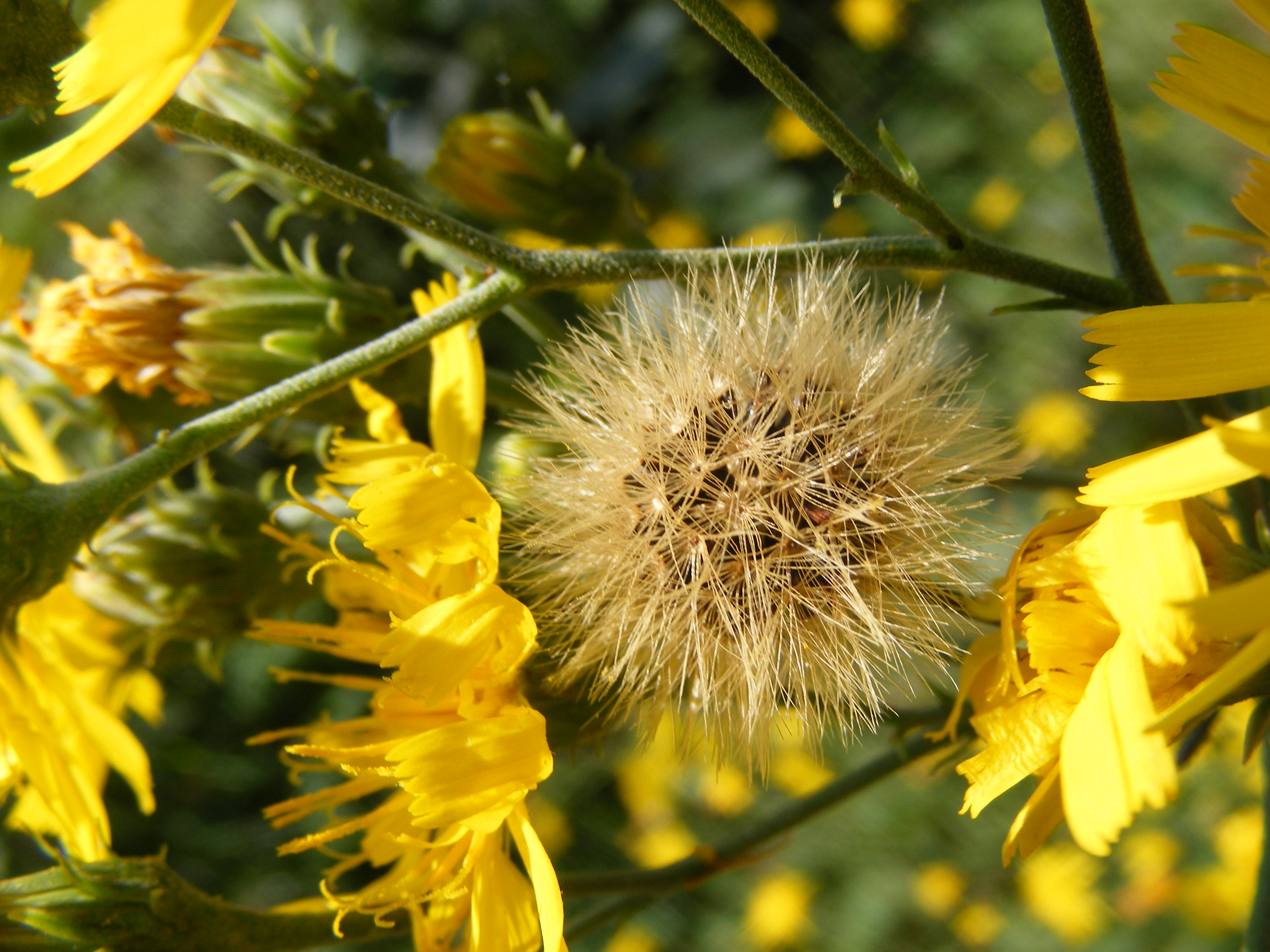
Квіти та сім'янка Hieracium umbellatum (нечуйвітер зонтичний)

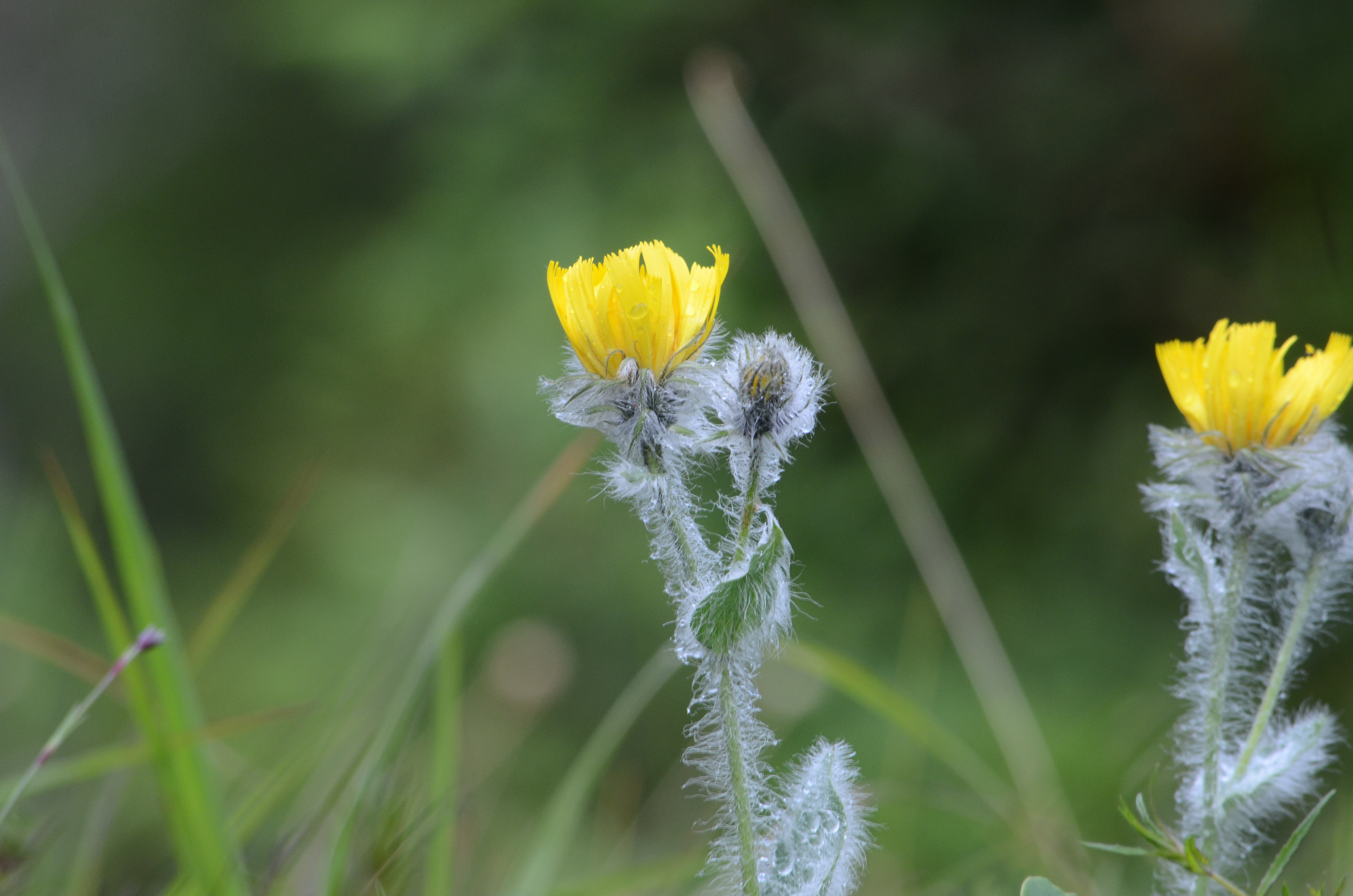
Hieracium villosum

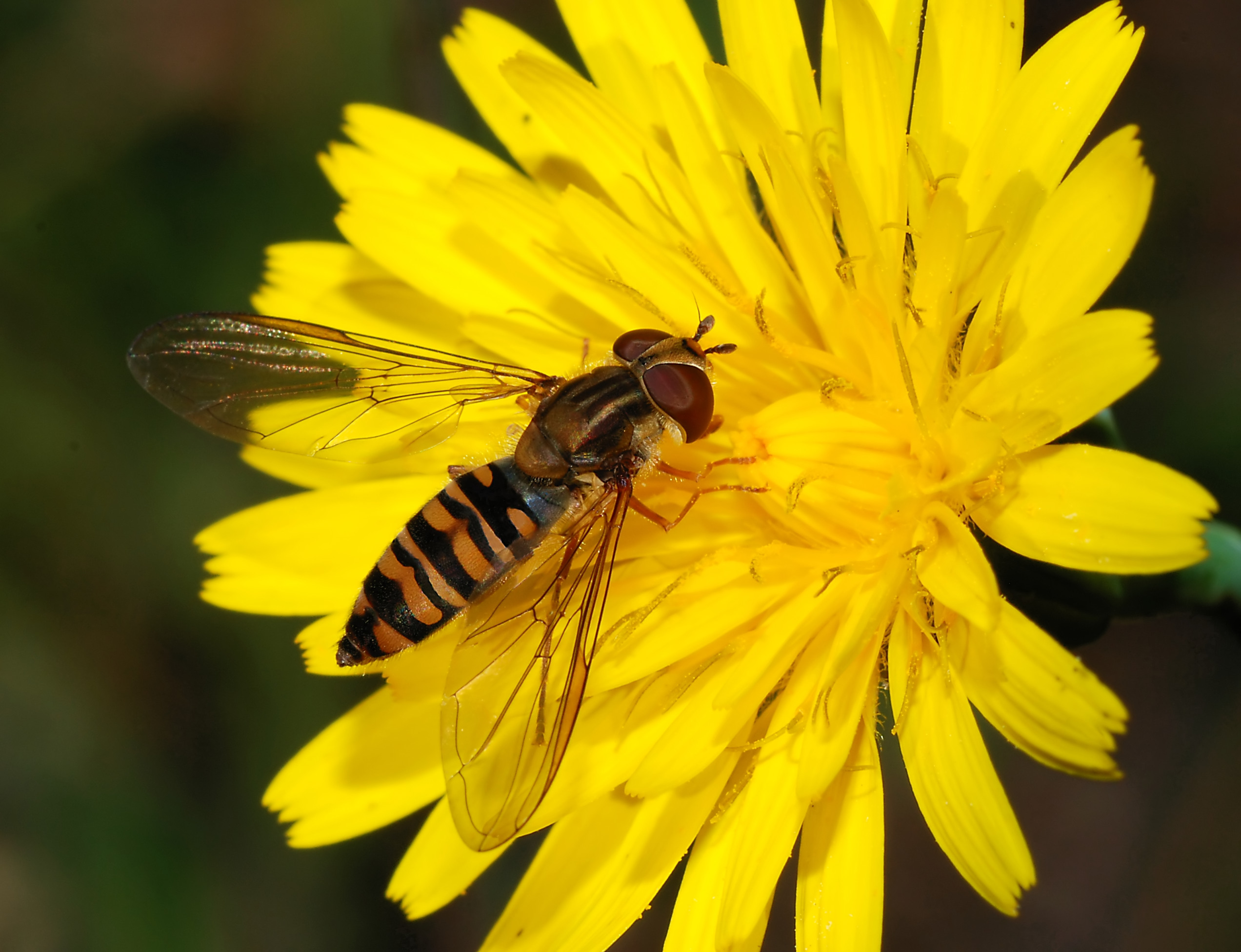
Мармеладна муха (Episyrphus balteatus) живиться нектаром з квітки Hieracium vulgatum

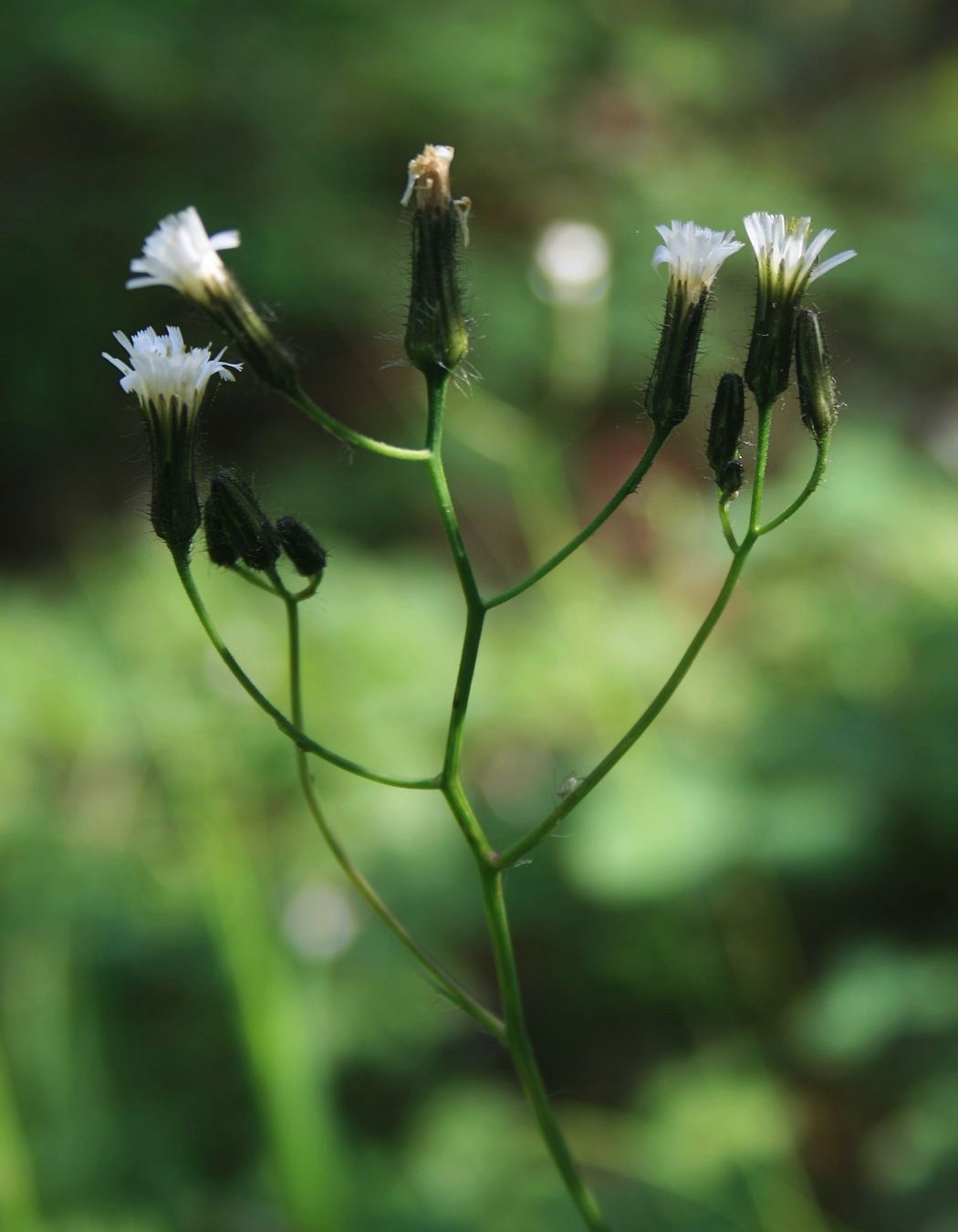
Hieracium albiflorum

Багаторічні запушені трави до 150 см заввишки з різноманітними стеблами — від безлистих квіткових стрілок до рослин з щільним листям, часто (особливо з рідким листям) мають прикореневу розетку. Листки цілокраї або глибоко зубчасті, обернено-йцювто-ланцетні, тупуваті, до основи звужені в черешок, зверху зелені, зісподу сірувато-повстисті. Квітки двостатеві, язичкові, п'ятизубчаті, від білувато-жовтих до оранжево-червоних, але головним чином жовті, в суцвіттях — кошиках, одиничних або зібраних у загальне суцвіття. Плід — циліндрична усічена сім'янка з 10 реберцями і жорстким чубчиком. Багатьом видам нечуйвітера властиве розмноження шляхом апоміксису. Вони не мають періоду спокою і проростають зазвичай відразу ж після опадання на ґрунт. У більшості видів у перший рік формується розетка листя, а в другій — квітконосні стрілки. Багато видів мають ендо-та ектотрофну мікоризу.

## Екологія, поширення
Рослини цього роду поширені у холодній і помірній зонах помірного клімату північної півкулі і в Південній Америці.

## Практичне використання
Деякі види нечуйвітера використовуються як лікарські рослини. Мають терапевтичну дію — в'яжучу, тонізуючу, ранозагоювальну, гемостатичу (нечуйвітер зонтичний). Застосовують при інфекціях / інвазіях: при туберкульозі легенів, шигельозі (Hieracium triste, Hieracium umbellatum, Hieracium virosum, абсцесах (Hieracium umbellatum), хворобах дихальної системи: при респіраторних інфекціях (Hieracium umbellatum), хворобах травної системи: при виразковій хворобі шлунка, гіперацидному гастриті — суцвіття, хворобах крові та органів кровотворення: при анемії, хворобах очей: при гемералопії, амбліопії (Hieracium triste), хворобах шкіри та підшкірної жирової клітковини: при скрофулізі, хворобах ротової порожнини: при стоматитах, хворобах імунної системи: при ревматизмі, новоутвореннях: при пухлинах, хвороби серцево-судинної системи: при гіпертрофії міокарда (Hieracium umbellatum), больовому синдромі: при головному болю (Hieracium umbellatum, Hieracium virosum), при асциті (Hieracium virosum, Hieracium triste), гарячках (Hieracium virosum).
Містять флавоноїди, дубильні речовини, каучук. Виявлені алкалоїди до 0,2 % в Hieracium umbellatum, вітамін C.
Кормові рослини. Медоноси. Нечуйвітер зонтичний використовують як фарбник у жовтий колір для шовку і вовни. Деякі види вирощують як декоративні.

## Історія досліджень та систематика
Рід Hieracium є одним з найчисленніших у світовій флорі та складним для ідентифікації рослин і побудови системи роду через міжвидову гібридизацію і явище апоміксису. У 1753 році Карл Лінней вперше відокремив цей рід. Тоді він описав 26 видів, до яких входили і представники, відокремленого згодом роду Скереда (Crepis). Пізніше Себастьян Ваян а згодом і Джон Хілл, спираючись на морфологічні ознаки виокремили з роду Hieracium рід Pilosella. На підтвердження висновків цих дослідників знадобилося ще століття.
У середині XVIII століття Эліас Магнус Фріс розробив першу робочу систему роду Hieracium, що базувалася на морфологічних критеріях. Ця система також відображала філогенетичні зв'язки між видами і стала базовою та загальноприйнятою для роду.
Одними із найвидатніших монографів роду Hieracium були Карл Вільгельм фон Негелі та Альберт Петер. Вони розвинули ідею про дискретність роду і реальні одиниці — підвиди. Ці автори вказали понад 4400 видів та внутрішньовидових таксонів. Послідовником Карла Вільгельма фон Негелі та Альберта Петера був Карл Герман Цан. Він опублікував найдетальнішу та обґрунтовану систему роду, яка і дотепер не втратила своєї актуальності.
Дослідження видів родів Hieracium та Pilosella на території України розпочалося наприкінці XVIII — ХІХ ст. Детальне вивчення видів цих родів зосереджувалося здебільшого у Карпатах та Криму як гірських регіонах, з їх найвищою видовою різноманітністю. Серед дослідників цього виду були Петер-Симон Паллас, Фрідріх Август Маршал фон Біберштейн, Христіан Стевен, Микола Зеленецький, Антоній Реман, Остап Волощак, Вілібальд Бессер.
У своїй праці «Флора Средней и южной России, Крыма и Кавказа» Іван Федорович Шмальгаузен наводить для України 17 видів нечуйвітрів, зокрема вказує Hieracium auricula L., Hieracium boreale для Криму, які на даний момент вважаються такими, що там не зростають. Також він подає окремо види та наводить між ними низку перехідних форм.
В післявоєнний період виходять фундаментальні багатотомні видання «Flora Europaea», «Флора СССР», «Флора УРСР». У «Флорі СССР» останній тридцятий том, автором якого є А. Я. Юксіп, повністю присвячений нечуйвітрам. Це видання стало першою узагальнювальною працею по видах роду Hieracium всього колишнього Радянського Союзу і містила у собі описи 785 видів нечуйвітрів, 140 із яких були новими для науки.
Через 5 років після виходу 30-го тому «Флоры СССР»(1960) виходить 12-ий том «Флора УРСР». Дані по роду Hieracium для території України обробляв М. І. Котов, взявши за основу таксономічну обробку А. Я. Юксіпа. У цій праці для України вказано — 157 видів Hieracium, що належать до 8 (Hieracium) та 12 (Pilosella) секцій.
У зв'язку із підготовкою багатотомного видання «Флора Европейской части СССР» з'явилася таксономічна обробка Р. М. Шлякова. В ній вперше (для території колишнього СРСР) вказано самостійність роду Pilosella. Всього для України вказано 217 видів, Hieracium 107 (серед яких 7 сумнівних), Pilosella 110 (серед них 2 сумнівні).
У переліку судинних рослин України було вказано 142 види Hieracium та 114 — Pilosella. У цій праці були враховані новіші дані по таксономії даної групи.
Загальна кількість прийнятих видів, наведених спільним інтернет проектом Королівських ботанічних садів у К'ю і Ботанічного саду Міссурі «The Plant List», наразі складає 2 240 одиниць (див. Список видів роду нечуйвітер).

## Нечуйвітер в Україні
Згідно з систематикою на Plants of the World Online:
1. Pilosella arida
2. Pilosella aurantiaca (у т. ч. Hieracium aurantiacum)
3. Pilosella auriculoides (у т. ч. Hieracium auriculoides, Hieracium echiocephalum, Hieracium echiogenes)
4. Pilosella bauhini (у т. ч. Hieracium bauhini, Hieracium cymanthum, Hieracium fastigiatum, Hieracium hispidissimum, Hieracium obscuribracteum, Hieracium plicatulum, Hieracium rojowskii, Hieracium thaumasium)
5. Pilosella blyttiana
6. Pilosella brachiata (у т. ч. Hieracium brachiatum)
7. Pilosella caespitosa (у т. ч. Hieracium ambiguum, Hieracium caespitosum, Hieracium colliniforme, Hieracium pratense)
8. Pilosella calodon (у т. ч. Hieracium psammophilum)
9. Pilosella calomastix (у т. ч. Hieracium × calomastix)
10. Pilosella cochlearis
11. Pilosella corymbulifera
12. Pilosella cymosa (у т. ч. Hieracium cymigerum, Hieracium cymosum)
13. Pilosella cymosiformis (у т. ч. Hieracium durisetum, Hieracium fallax)
14. Pilosella densiflora (у т. ч. Hieracium densiflorum)
15. Pilosella dubia (у т. ч. Hieracium suecicum)
16. Pilosella echioides (у т. ч. Hieracium asiaticum, Hieracium echioides, Hieracium malacotrichum, Hieracium proceriforme)
17. Pilosella erythrochrista
18. Pilosella euchaetia (у т. ч. Hieracium euchaetium, Hieracium longum)
19. Pilosella flagellaris (у т. ч. Hieracium flagellare)
20. Pilosella floribunda (у т. ч. Hieracium arvicola, Hieracium floribundum)
21. Pilosella glomerata (у т. ч. Hieracium glomeratum)
22. Pilosella guthnikiana (у т. ч. Hieracium guthnikianum, Hieracium roxolanicum)
23. Pilosella hoppeana (у т. ч. Hieracium hoppeanum, Hieracium macrolepium)
24. Pilosella hypeurya (у т. ч. Hieracium hypeuryum)
25. Pilosella iserana
26. Pilosella koernickeana (у т. ч. Hieracium koernickeanum)
27. Pilosella lactucella (у т. ч. Hieracium acutisquamum, Hieracium amaureilema, Hieracium lactucella, Hieracium lithuanicum, Hieracium magnauricula, Hieracium melaneilema, Hieracium tricheilema)
28. Pilosella lamprocoma ** (у т. ч. Hieracium lamprocomum)
29. Pilosella leptophyton (у т. ч. Hieracium anocladum, Hieracium bauhiniflorum, Hieracium discolor)
30. Pilosella macrostolona
31. Pilosella officinarum (у т. ч. Hieracium pilosella)
32. Pilosella onegensis (у т. ч. Hieracium onegense)
33. Pilosella paragoga (у т. ч. Hieracium paragogum)
34. Pilosella piloselliflora (у т. ч. Hieracium apatelium, Hieracium piloselliflorum)
35. Pilosella piloselloides (у т. ч. Hieracium aquilonare, Hieracium armeniacum, Hieracium besserianum, Hieracium filiferum, Hieracium floccipedunculum, Hieracium glaucescens, Hieracium heothinum, Hieracium marginale, Hieracium megalomastix, Hieracium nigrisetum, Hieracium obscurum, Hieracium piloselloides, Hieracium praealtum, Hieracium pseudauriculoides)
36. Pilosella plaicensis
37. Pilosella procera (у т. ч. Hieracium procerum)
38. Pilosella prussica (у т. ч. Hieracium × duplex, Hieracium prussicum)
39. Pilosella rothiana
40. Pilosella schultesii (у т. ч. Hieracium schultesii)
41. Pilosella stoloniflora
42. Pilosella tephrocephala (у т. ч. Hieracium tephrocephalum)
43. Pilosella verruculata
44. Pilosella ziziana
45. Hieracium acidodontum
46. Hieracium alpinum (у т. ч. Hieracium gymnogenum, Hieracium melanocephalum)
47. Hieracium apiculatum
48. Hieracium atratum (у т. ч. Hieracium subnigrescens)
49. Hieracium atrellum
50. Hieracium bifidum (у т. ч. Hieracium cardiobasis)
51. Hieracium bupleuroides
52. Hieracium caesiogenum
53. Hieracium caesium (у т. ч. Hieracium galbanum)
54. Hieracium catenatum
55. Hieracium chlorocephalum
56. Hieracium ciuriwkae
57. Hieracium crocatum (у т. ч. Hieracium conicum)
58. Hieracium czeremoszense
59. Hieracium decipientiforme
60. Hieracium dentatum
61. Hieracium diaphanoides
62. Hieracium froelichianum
63. Hieracium fritzei
64. Hieracium grofae
65. Hieracium igoschinae
66. Hieracium ihrowyszczense
67. Hieracium inuloides
68. Hieracium jablonicense
69. Hieracium jaworowae
70. Hieracium krasanii
71. Hieracium lachenalii (у т. ч. Hieracium borodinianum, Hieracium festinum)
72. Hieracium laevigatum (у т. ч. Hieracium knafii, Hieracium rigidum, Hieracium tridentatum)
73. Hieracium laevimarginatum
74. Hieracium levicaule (у т. ч. Hieracium uczanssuense)
75. Hieracium liptoviense
76. Hieracium lugiorum
77. Hieracium maculatum
78. Hieracium mukaczevense
79. Hieracium munkacsense
80. Hieracium murorum (у т. ч. Hieracium carcarophyllum, Hieracium gentile)
81. Hieracium neglectipilosum
82. Hieracium nigrescens
83. Hieracium nigritum
84. Hieracium orthobrachion
85. Hieracium paczoskianum
86. Hieracium pallescens
87. Hieracium pellucidum
88. Hieracium pietroszense
89. Hieracium praecipuum
90. Hieracium praecurrens
91. Hieracium prenanthoides (у т. ч. Hieracium bupleurifolioides, Hieracium bupleurifolium)
92. Hieracium pseudoatratum
93. Hieracium pseudobifidum
94. Hieracium racemosum
95. Hieracium raddeanum
96. Hieracium rapunculoidiforme
97. Hieracium robustum
98. Hieracium rohacsense
99. Hieracium rupicoloides
100. Hieracium sabaudum (у т. ч. Hieracium auratum, Hieracium lugdunense, Hieracium scabiosum, Hieracium vagum)
101. Hieracium schmidtii
102. Hieracium scitulum
103. Hieracium sudeticum
104. Hieracium sylvularum (у т. ч. Hieracium grandidens)
105. Hieracium thyraicum
106. Hieracium transylvanicum
107. Hieracium ukierniae
108. Hieracium umbellatum
109. Hieracium umbrosum
110. Hieracium vasconicum (у т. ч. Hieracium laurinum)
111. Hieracium villosum
112. Hieracium virosum
113. Hieracium worochtae
114. Hieracium wysokae